# تانوس (بازی مرکب)
چوی سو بونگ (کره‌ای: 최수봉)، با نام هنری تانوس و با عنوان بازیکن ۲۳۰، یکی از شخصیت‌های فصل دوم مجموعه بازی مرکب محصول نتفلیکس است. او یکی از شرکت‌کنندگان در بازی خیالی بازی مرکب است که پس از سرمایه‌گذاری ناموفق در یک رمزارز و گرفتار شدن در بدهی‌های سنگین، وارد رقابت می‌شود. وی در جریان بازی‌ها از مواد مخدر استفاده می‌کند، رفتارهای ناپایدار از خود نشان می‌دهد و به دیگر بازیکنان حمله‌ور می‌شود. این شخصیت توسط چوی سونگ هیون (با نام هنری تی.او.پی)، رپر سابق گروه موسیقی کره‌ای بیگ‌بنک ایفا شده است. او در سال ۲۰۱۷ به دلیل استفاده از ماری‌جوآنا محکوم شد، که باعث شکل‌گیری موجی از آنتی‌فن علیه او در کره جنوبی شد. اگرچه شخصیت تانوس مشخصاً برای او نوشته نشده بود، اما هوانگ دونگ هیوک، کارگردان مجموعه، قصد داشت نقش را به فردی بسپارد که به دلیل سابقهٔ مواد مخدر از صحنهٔ فعالیت کنار رفته باشد. نام این شخصیت از شخصیت تانوس در مارول کامیکس الهام گرفته شده است.
انتخاب تی.او.پی برای ایفای این نقش در کره جنوبی با حواشی و جنجال‌هایی همراه بود، از جمله سانسور چهرهٔ او در برنامهٔ تلویزیونی کره‌ای This Morning Daily. این انتخاب همچنین با انتقاداتی نسبت به بازیگری او همراه شد. هوانگ از تداوم حساسیت‌ها پیرامون مصرف پیشین او از مواد مخدر ابراز شگفتی کرد و حضور او در نقش فردی معتاد را شجاعانه دانست. او همچنین بیان کرد که انتظار دارد این نقش‌آفرینی در کشورهایی که نسبت به مصرف ماری‌جوآنا دیدگاه ملایم‌تری دارند، واکنش بهتری دریافت کند.
در خارج از کره جنوبی، شخصیت تانوس با استقبال بیشتری روبه‌رو شد و در نظرسنجی بینندگان نتفلیکس، محبوب‌ترین شخصیت فصل دوم انتخاب شد. بسیاری از منتقدان خارجی نیز واکنش منفی جامعه کره به سابقهٔ مصرف مواد مخدر تی.او.پی را تند و غیرمنصفانه توصیف کردند. شخصیت تانوس گاه با جانگ دوک سو، شخصیت شرور فصل نخست، مقایسه شده است و منتقدان معتقد بودند دوک سو حضور قوی‌تری داشت. بازی تی.او.پی با واکنش‌های متفاوتی همراه شد؛ برخی آن را تحسین کرده و برخی آن را عاملی برای افت کیفیت فصل دانستند.

## ایده‌پردازی و نگارش

نام هنری شخصیت، اشاره‌ای مستقیم به شخصیت تانوس از مارول کامیکس دارد.

نام هنری شخصیت، اشاره‌ای مستقیم به شخصیت تانوس از مارول کامیکس دارد. او موهایی بنفش دارد که یادآور رنگ پوست تانوس در دنیای مارول است و ناخن‌هایش نیز به گونه‌ای رنگ شده‌اند که سنگ‌های ابدیت را تداعی می‌کنند. به گفتهٔ هوانگ دونگ هیوک، خالق مجموعه بازی مرکب، انتخاب این نام با هدف افزایش جذابیت جهانی شخصیت صورت گرفته است. شخصیت تانوس به زبان کره‌ای صحبت می‌کند، اما گه‌گاه از زبان انگلیسی نیز استفاده می‌کند؛ امری که در برخی سبک‌های موسیقی کره‌ای رایج است. در نسخهٔ دوبلهٔ انگلیسی مجموعه، صداپیشهٔ تانوس فقط به زبان انگلیسی صحبت می‌کند. ژرمن لوسیه و شریل ادی، نویسندگان وبگاه گیزمودو، تانوس را از نکات برجستهٔ فصل دوم و بهترین شخصیت منفی آن دانسته‌اند. آن‌ها او را «خنده‌دار و دوست‌داشتنی» توصیف کرده‌اند و با تانوس مارول مقایسه کرده‌اند، با این تفاوت که تانوس در بازی مرکب «احمق» به نظر می‌رسد، در حالی که تانوس در مارول شخصیتی باهوش و استراتژیک است. به‌گفتهٔ آن‌ها، این رپر حتی «شخصیت خود را هم درست درک نمی‌کند.»

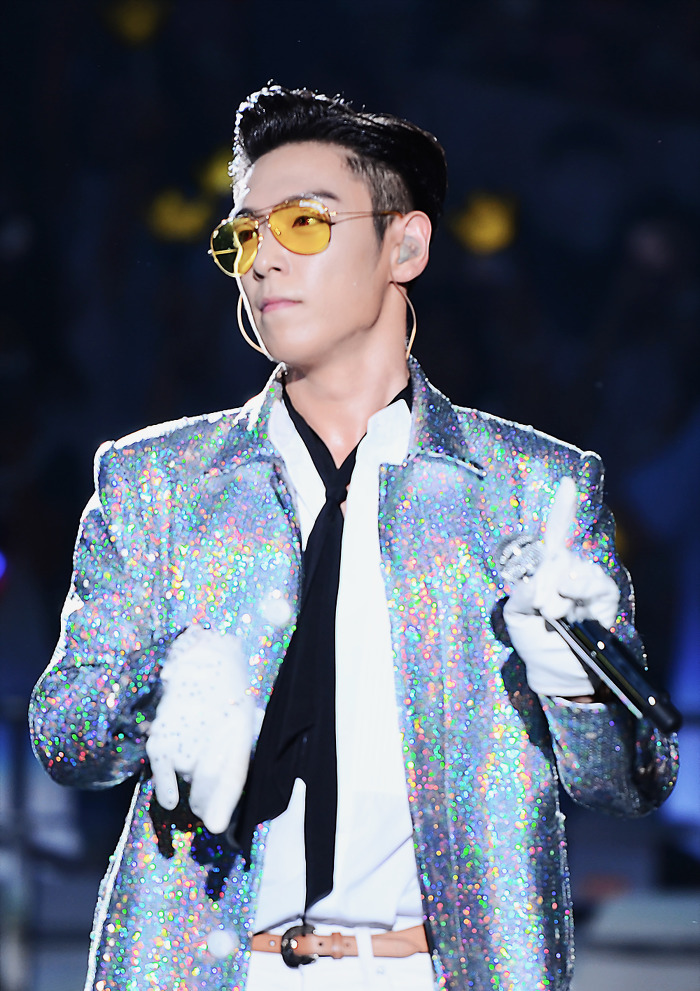
رپر انتخاب شد زیرا کارگردان هوانگ دونگ هیوک به دنبال بازیگری بود که به دلیل مصرف مواد مخدر از صنعت سرگرمی کنار رفته باشد.

شخصیت تانوس توسط چوی سونگ هیون، معروف به تی.او.پی، عضو پیشین از گروه موسیقی کره‌ای بیگ‌بنگ ایفا شده است. این شخصیت پیش از انتخاب بازیگر توسط نویسندگان خلق شده بود، اما هوانگ دونگ هیوک پس از مشاهدهٔ رویکرد «جدی» تی.او.پی در تست بازیگری، او را برای این نقش برگزید. به گفتهٔ تهیه‌کننده اجرایی کیم جی یون، این جدیت همراه با استعداد تی.او.پی، او را گزینه‌ای مناسب برای ایفای نقش ساخته است. هوانگ در مصاحبه‌ای خاطر نشان کرد که قصد داشته بازیگری را انتخاب کند که به خاطر مواد مخدر از صنعت کی پاپ کنار رفته باشد. تی.او.پی پیش‌تر به دلیل محکومیت بابت مصرف ماری‌جوآنا از گروه بیگ‌بنگ جدا شده و از دنیای موسیقی فاصله گرفته بود. برای آمادگی در صحنهٔ نبرد تن به تن با بازیگر ایم شی وان (ایفاکنندهٔ نقش میونگ گی)، هر دو نفر در یک کلاس آموزش مبارزه ثبت‌نام کردند تا هماهنگی بیشتری در سکانس‌ها پیدا کنند. در جریان تمرین برای این صحنه، تی.او.پی دچار شکستگی دنده شد. به گفتهٔ ایم شی وان، فیلم‌برداری متوقف شد، اما تی.او.پی با اصرار خواست که ادامه دهند و در نهایت ضبط دوباره از سر گرفته شد.
در پاسخ به پرسشی دربارهٔ مرگ تانوس، هوانگ دونگ هیوک بیان کرد که او یکی از شخصیت‌های مورد علاقه‌اش در فصل دوم بوده و زمان «شدید و پرتنش» پایان فصل دوم را مناسب‌ترین لحظه برای کشتن او می‌دانست. با این حال، او تأکید کرد که در فصل سوم نیز ردپای تانوس همچنان احساس خواهد شد، چراکه مسیر داستان به گونه‌ای است که حضور او را—حتی پس از مرگ—ملموس می‌سازد.